# 白衣镇 (津市市)
白衣镇，是中华人民共和国湖南省常德市津市市下辖的一个乡镇级行政单位。

## 行政区划
白衣镇下辖以下地区：
白衣庵社区、石板滩社区、蒲山村、金泉村、天门村、金林村、红光村、荷花村、钟灵村、会云村、建国村、柏林村、永兴村、金星村、长安村、金坪村和双马村。